# Ipersonnia idiopatica
L'ipersonnia idiopatica, o ipersonnia primitiva, è una malattia neurologica caratterizzata da un'eccessiva sonnolenza diurna, che si somma a quella fisiologica notturna (ESD). Storicamente è stata diagnosticata di rado: di solito è un disturbo cronico che dura per tutta la vita e che spesso è disabilitante. C'è poca consapevolezza e molta sottovalutazione riguardo a questa malattia nell'opinione pubblica e nella classe medica; e ciò spesso conduce alla stigmatizzazione di chi ne soffre. Non esistono cure o trattamenti approvati dalla FDA e i finanziamenti per la ricerca sono scarsi. Solo all'inizio del XXI secolo è stato scoperto un trattamento che in un sottogruppo di pazienti si è rivelato veramente efficace.
Nel DSM-IV si definisce l'ipersonnia idiopatica come un'eccessiva sonnolenza diurna senza le caratteristiche tipiche della narcolessia e degli altri disturbi del sonno. Si presenta in assenza di problemi medici che possono causare un'ipersonnia secondaria e si manifesta "nonostante un sonno notturno normale per quantità e qualità (e in certi casi nonostante un sonno notturno eccezionalmente protratto). L'ipersonnia primaria si pensa che nasca da un problema nei sistemi cerebrali che regolano il sonno e la veglia".

## Classificazione
Oltre a differenziare le ipersonnie tra primarie e secondarie la Classificazione internazionale dei disturbi del sonno (ICSD) del 2001 classifica ulteriormente le ipersonnie primarie in: ipersonnia idiopatica, narcolessia e ipersonnie ricorrenti (come la Sindrome di Kleine-Levin).
L'ICSD del 2001 definisce l'ipersonnia idiopatica come "un disturbo di origine presumibilmente centrale, associato con un episodio principale di sonno normale o prolungato e un'eccessiva sonnolenza diurna (ESD) che si manifesta con episodi protratti di sonno (da 1 a 2 ore) non REM durante l'arco della giornata." L'ICSD inizialmente descriveva due forme cliniche di ipersonnia idiopatica: "1) Una forma polisintomatica con sonno notturno e sonnellini diurni di durata eccezionalmente lunga con "ebbrezza da sonno" al risveglio, e 2) una forma monosintomatica che si manifesta esclusivamente con un'ESD." Queste due forme sono state successivamente classificate come ipersonnia idiopatica con aumento della durata del sonno e ipersonnia idiopatica senza aumento della durata del sonno.
La classificazione si è evoluta nel tempo per adattarsi ai nuovi risultati scientifici. Quando alcune ricerche dimostrarono una sovrapposizione tra narcolessia e ipersonnia idiopatica, la terza edizione dell'ICSD ha classificato "narcolessia di primo tipo" la narcolessia causata da un'insufficienza di ipocretina/oressina, che è quasi sempre associata con la cataplessia. Le altre ipersonnie rimasero suddivise in base alla manifestazione o meno di periodi di fase REM nei 15 minuti successivi all'addormentamento (SOREMPs). I pazienti rientrano nella "narcolessia di secondo tipo" se manifestano 2 o più SOREMPs nel test delle latenze multiple del sonno (MSLT) e nell'"ipersonnia idiopatica" se manifestano meno di due SOREMPs.
Comunque "non c'è nessuna evidenza che la patofisiologia o la risposta terapeutica siano sostanzialmente diverse per l'ipersonnia con la presenza di SOREMPs, rispetto a quella che non li manifesta." Data la presenza di questa sovrapposizione anche il Manuale diagnostico e statistico dei disturbi mentali ha aggiornato la sua classificazione delle ipersonnie primarie, ha riclassificato l'ipersonnia idiopatica con o senza aumento della durata del sonno come disturbo di sonnolenza maggiore (MSD). Ma l'MSD comprende tutte le sindromi di ipersonnolenza in cui non sono presenti bassi livelli di ipocretina/oressina, che includono non solo l'ipersonnia idiopatica ma anche narcolessia senza cataplessia e i soggetti che sono lunghi dormitori (ossia che dormono più di 10 ore al giorno, senza però presentare ESD).
Per complicare ulteriormente il quadro è stata dimostrata una sovrapposizione tra narcolessia con cataplessia e ipersonnia idiopatica. Uno studio ha evidenziato che il 18% dei narcolettici presenta, oltre ai classici sintomi, anche un aumento della durata del sonno, potendo così rientrare sia sotto la diagnosi di narcolessia sia sotto quella di ipersonnia idiopatica. Si pensa che questo sottogruppo possa avere disfunzioni multiple nei sistemi di regolazione sonno/veglia.

## Segni e sintomi
Chi soffre di ipersonnia idiopatica manifesta ricorrenti episodi di eccessiva sonnolenza diurna (ESD). Questi si presentano nonostante un "adeguato o, più tipicamente, allungato sonno notturno (per esempio, più di 10 ore per notte)." Il sonno è solitamente abbastanza profondo, con una significativa difficoltà a svegliarsi, anche con l'uso di parecchie sveglie. Questi pazienti devono perciò sviluppare elaborati rituali per svegliarsi, visto che spesso né le sveglie né eventuali tentativi fisici da parte dei familiari riescono a svegliarli. Nonostante dormano parecchie ore in più di quelle tipicamente richieste dai soggetti della stessa età, i pazienti si svegliano poco riposati e potrebbero anche soffrire di inerzia del sonno, che nei casi più gravi viene comunemente chiamata ebbrezza da sonno (un evidente stato di disorientamento e confusione). I sonnellini durante il giorno sono generalmente molto lunghi (fino a parecchie ore) e sono anche poco ristoratori, al contrario dei brevi sonnellini ristoratori associati con la narcolessia. Anche la paralisi nel sonno e le allucinazioni ipnagogiche possono essere presenti e sono comuni nell'ipersonnia idiopatica quanto nella narcolessia senza cataplessia.
Parecchi studi hanno mostrato un'elevata frequenza di altri sintomi nei soggetti affetti da ipersonnia idiopatica, però non è chiaro se questi sintomi siano causati dalla malattia stessa o da altri fattori. Questi sintomi includono palpitazioni, problemi di regolazione della temperatura corporea, problemi digestivi, problemi cognitivi, specialmente disturbi di memoria, attenzione e concentrazione. I livelli di ansia e depressione sono aumentati rispetto ai soggetti di controllo, probabilmente come conseguenza della sofferenza cronica. Sono abbastanza comuni sintomi del sistema vascolare periferico, come mani e piedi freddi (che ricordano il fenomeno di Raynaud). Oltre ai problemi di regolazione della temperatura corporea e a sintomi simili al fenomeno di Raynaud, non sono rari altri sintomi associati con la disautonomia, questi possono includere: svenimenti, capogiri quando ci si alza (ipotensione ortostatica) e mal di testa (forse di tipo emicranico). Anche fame patologica e impotenza possono essere presenti. Inoltre alcuni pazienti "mostrano un'ipersensibilità a sostanze come anestetici, sonniferi e alcol."
I pazienti con ipersonnia idiopatica mostrano questi sintomi costantemente per mesi o anni. La gravità dei sintomi spesso varia nel corso di settimane, mesi o anni e nelle donne potrebbe peggiorare prima delle mestruazioni. Molti pazienti arrivano anche cronicamente in ritardo al lavoro, a scuola e agli appuntamenti e, col tempo, possono diventare incapaci affrontare i propri impegni familiari, sociali, lavorativi e relativi ad altri contesti (vedere la prognosi).

## Epidemiologia
Tipicamente i sintomi dell'ipersonnia idiopatica iniziano a manifestarsi nell'adolescenza e nei primi anni dell'età adulta, ma possono anche iniziare in più tarda età. Il disturbo di solito si sviluppa lentamente lungo un periodo di mesi o anni. Anche se inizialmente progressivo, il disturbo si stabilizza e dopo la diagnosi i sintomi solitamente non peggiorano, ma permangono costanti per il resto della vita. Le remissioni spontanee sono viste solo nel 10-15% dei pazienti.
Secondo i limitati dati epidemiologici esistenti, questa condizione "affligge maggiormente il sesso femminile (1,8:1)." La familiarità è frequente (va dal 25% al 66%), ma il meccanismo ereditario è sconosciuto."
È stata a lungo considerata una malattia rara, si ritiene che sia 10 volte meno frequente della narcolessia. La prevalenza della narcolessia con cataplessia è stimata tra 1/3 300 e 1/5 000 Anche se le vera prevalenza dell'ipersonnia idiopatica è sconosciuta, si stima che sia tra 1/10 000 e 1/25 000 per la forma con aumento della durata del sonno e tra 1/11 000 e 1/100 000 per la forma senza aumento della durata del sonno. Una stima più precisa "è difficile per la mancanza di chiari marcatori biologici" e per la mancanza di "criteri diagnostici ben definiti."
Siccome l'ipersonnia idiopatica è considerata una malattia rara, non ha ricevuto sufficiente attenzione dalle istituzioni e dai ricercatori. "I pazienti sono rari, i ricercatori e gli scienziati impegnati nel campo sono pochi e i risultati scientifici sono perciò scarsi." "In Europa e in America Settentrionale c'è ora la volontà da parte sei servizi sanitari di aiutare i pazienti e le famiglie afflitte da queste rare malattie che, a causa della complessità del disturbo, spesso trovano difficoltà nel ricevere la corretta diagnosi e si trovano ad affrontare da soli le conseguenze negative che la loro condizione comporta sul piano sociale e professionale" (vedere la sezione Prognosi).

## Eziologia
Diversamente dalla narcolessia con cataplessia, che ha una causa conosciuta (distruzione autoimmune dei neuroni che producono ipocretina/oressina), il meccanismo eziopatologico dell'ipersonnia idiopatica è, finora, sconosciuto ed è proprio a questo fatto che la malattia deve il suo nome (idiopatico). Comunque i ricercatori hanno identificato alcune anomalie associate alla malattia.
Negli studi sperimentali sugli animali la distruzione dei neuroni noradrenergici ha scatenato l'ipersonnia, e anche un denneggiamento dei neuroni andrenergici conduce all'ipersonnia. L'ipersonnia idiopatica è stata anche associata a un malfunzionamento del sistema noradrenergico e a livelli più bassi di istamina nel liquido cerebrospinale.
I ricercatori hanno recentemente scoperto un'anomala ipersensibilità all'acido γ-amminobutirrico (la sostanza che nella chimica cerebrale ha le maggiori proprietà sedative) in un sottogruppo di pazienti con ipersonnia primaria (la quale raggruppa ipersonni idiopatici, narcolettici senza cataplessia e anche lunghi dormitori). Hanno identificato una piccola sostanza bioattiva nel liquido cerebrospinale di questi pazienti. È una sostanza che viene naturalmente prodotta dal loro organismo, di grandezza tra i 500 e i 3000 dalton, più probabilmente un peptide dato che è sensibile alla tripsina. Sebbene la natura di questa sostanza vada approfondita, si è già compreso che essa stimola un'iperreattività dei recettori GABAA, causando sedazione e sonnolenza. In altre parole è come se questi soggetti fossero cronicamente sedati con delle benzodiazepine (come Tavor o Xanax), anche se non le assumono.

## Diagnosi
L'ipersonnia idiopatica è "difficile da diagnosticare allo stadio iniziale", specialmente perché esistono molti altri disturbi che possono causare un'eccessiva sonnolenza diurna (ESD). Perciò, "al momento della diagnosi, molti pazienti presentano i sintomi già da diversi anni."
Il processo diagnostico è ulteriormente complicato dal fatto che non ci sono caratteristiche cliniche chiaramente definite. Mentre la narcolessia è associata con cataplessia ed periodi di sonno REM all'addormentamento, e la sindrome di Kleine-Levin è associata con iperfagia (fame compulsiva) e ipersessualità, l'ipersonnia idiopatica non presenta caratteristiche così evidenti, ad eccezione forse dell'ebbrezza da sonno. "Di conseguenza c'è stata la spiacevole tendenza di etichettare tutti i casi di ESD come ipersonnia idiopatica." Per esempio la sindrome da aumentata resistenza delle vie aeree superiori e la sindrome da sonno posticipato erano precedentemente confuse con l'ipersonnia idiopatica, ma, ora che sono state definite in modo più chiaro, per i medici è diventato più facile escludere queste cause di ESD e la diagnosi di ipersonnia idiopatica può essere fatta in modo più specifico. Comunque, "anche in presenza di altri specifiche cause di ipersonnia, si dovrebbe attentamente valutare il contributo di questi fattori eziologici all'ESD e, quando lo specifico trattamento di queste condizioni non riesce a risolvere l'eccessiva sonnolenza, andrebbe considerata la diagnosi (addizionale) di ipersonnia idiopatica."
La gravità dell'ESD può essere quantificata da una scala soggettiva, come la Scala di Epworth della sonnolenza e la Scala di Stanford della sonnolenza, e anche da un test oggettivo, il test delle latenze multiple del sonno (MSLT).
Nel 2001 la Classificazione internazionale dei disturbi del sonno (ICSD) ha aggiornato i criteri per la diagnosi dell'ipersonnia idiopatica. Essenzialmente, l'ESD deve essere presente per almeno 6 mesi, gli studi del sonno (polisonnografia e test delle latenze multiple del sonno) devono mostrare certe caratteristiche e devono essere escluse tutte le altre cause conosciute che possono provocare aumentata durata del sonno e ESD (vedere la voce Ipersonnia). Per i pazienti questa procedura diagnostica è spesso tediosa, dispendiosa e richiede molto tempo, ma, proprio perché si tratta di una diagnosi per esclusione, più tempo e accortezza si dedica all'esclusione delle altre diagnosi differenziali, più sarà accurata.
Nei pazienti con ipersonnia idiopatica la polisonnografia tipicamente mostra latenza del sonno accorciata, fasi di sonno a onde lente più lunghe del normale e alta efficienza media del sonno. "La latenza per il sonno REM e le percentuali di sonno leggero e sonno REM rientrano nei limiti della norma."
È importante notare che, nonostante le latenze del sonno siano tipicamente corte nell'ipersonnia idiopatica, la gravità clinica potrebbe non essere strettamente correlata con i risultati del MSLT. Infatti "latenze superiori ai 5 minuti non sono infrequenti nei pazienti con grave ipersonnia." Quando la latenza del sonno è minore di 10 minuti, la presenza di periodi di sonno REM all'addormentamento (SOREMPs) in due o più sonnellini durante il MSLT suggerisce una diagnosi di narcolessia, mentre un sonno non-REM fa propendere per una diagnosi di ipersonnia idiopatica. Comunque l'importanza di questa classificazione sulla base della presenza o no di SOREMPs è stata messa in discussione (vedere la sezione Classificazione).
Sebbene il MSLT sia, attualmente, il miglior test disponibile per diagnosticare l'ESD in generale, il suo protocollo pecca nella capacità di documentare i pisolini diurni prolungati e non ristoratori che sono spesso presenti nell'ipersonnia idiopatica. Inoltre parecchi gruppi di ricercatori hanno notato che alcuni pazienti che presentavano tutti i sintomi di questa malattia hanno ottenuto risultati normali al MSLT. Perciò, quando si sospetta l'ipersonnia idiopatica, i ricercatori suggeriscono di aggiungere una polisonnografia continua di 24 ore oltre ai due test standard (polisonnografia notturna e MSLT) in modo da registrare la durata complessiva del sonno. In alternativa può essere effettuato un esame del liquido cerebrospinale (CSF) per verificare un adeguato livello di ipocretina/oressina (per escludere narcolessia con cataplessia) e per determinare se il CSF del paziente presenti un'anomala iperreattività dei recettori GABAA (che si pensa possa essere la causa di molti casi di ipersonnia idiopatia e narcolessia senza cataplessia). A livello globale solo pochi laboratori sono in grado di effettuare gli esami del CSF appena menzionati.
È anche importante notare che, mentre la narcolessia è fortemente associata con il genotipo HLA-DQB1*0602, "la tipizzazione HLA non è di nessun aiuto nella diagnosi dell'ipersonnia idiopatica. Ciò nonostante alcune volte si sono registrati incrementi nella frequenza di HLA Cw2 e DRS nei soggetti affetti da tale malattia."

## Trattamento
Allo stato attuale non c'è nessuna cura per l'ipersonnia idiopatica. Inoltre, poiché l'eziopatologia della malattia non è stata ancora del tutto compresa (vedere la sezione Eziologia), i trattamenti si focalizzano sulla gestione dei sintomi. Sebbene per la narcolessia ci siano parecchi farmaci approvati dall'FDA, per l'ipersonnia idiopatica non ce n'è nessuno attualmente. Per cui tutti i farmaci utilizzati come promotori della veglia nella prima vengono comunemente usati off-label in quest'ultima, nel tentativo di alleviare l'eccessiva sonnolenza diurna (ESD). Però "questi trattamenti non sono stati studiati in modo altrettanto approfondito nei pazienti di ipersonnia idiopatica e per alcuni di loro non si rivelano abbastanza efficaci."
Le ricerche in corso stanno però aumentando gli orizzonti terapeutici di questa malattia. "Quando saranno compresi meglio i sistemi cerebrali che regolano il sonno e la veglia, gli scienziati saranno nelle condizioni di ideare trattamenti più specifici" (vedere la sezione Ricerca).
Sebbene il trattamento non sia ben codificato, è raccomandabile che la terapia iniziale sia moderata, concentrandosi sulle modificazioni comportamentali e sui farmaci come modafinil e atomoxetina. Comunque "potrebbe essere necessario un trattamento più aggressivo (stimolanti ad alte dosi, ossibato di sodio, etc.), diverso da caso a caso, da stabilire attraverso tentativi empirici. Siccome le cause e l'evoluzione di questa condizione sono sconosciute è importante mettere periodicamente in discussione diagnosi e terapia."
Complessivamente i farmaci attualmente usati per l'ipersonnia idiopatica (tutti off-label) non sono abbastanza soddisfacenti. Gli stimolanti del sistema nervoso centrale tendono ad essere meno efficaci per questa condizione rispetto a quanto lo siano per la narcolessia e potrebbero non essere tollerati altrettanto bene.

### Stimolanti
Ci sono parecchi stimolanti approvati dall'FDA per il trattamento dell'eccessiva sonnolenza diurna dovuta alla narcolessia. Questi includono metilfenidato, destroanfetamina e altri. Anche la selegilina può essere utile visto che è "principalmente un precursore metabolico dell'anfetamina ed esercita la maggior parte dei suoi effetti terapeutici attraverso il metabolismo anfetaminico." Si pensa che l'effetto di promozione della veglia di questi farmaci sia dovuto ad un aumentato rilascio di dopamina. Nonostante gli stimolanti possano effettivamente ridurre la sonnolenza in un periodo medio-corto, sono raramente efficaci a lungo termine, infatti i pazienti sviluppano frequentemente una tolleranza ai loro effetti. In aggiunta ci sono spiacevoli effetti collaterali che includono problemi cardiaci, comportamento aggressivo e dipendenza. L'insonnia è un altro effetto collaterale comune e potrebbe richiedere un trattamento addizionale.
Il mazindolo è uno stimolante simile alle anfetamine che "si è dimostrato efficace nel trattare l'ipersonia nei narcolettici," ma non è ancora stato approvato negli Stati Uniti.
La caffeina è uno dei più sicuri promotori della veglia non dopaminergici. È largamente usato ma "ha effetti collaterali intollerabili ad alte dosi (inclusi problemi cardiovascolari) e generalmente non è abbastanza efficace nei pazienti con ipersonnia o narcolessia."

### Promotori della veglia
I farmaci promotori della veglia non-stimolanti approvati per la narcolessia includono modafinil e armodafinil. La loro farmacologia non è stata pienamente compresa, ma "sembrano influenzare i processi chimici cerebrali che potenziano la veglia." Aumentano i livelli di istamina nell'ipotalamo, e si legano al trasportatore della dopamina, inibendone così la ricaptazione. Modafinil può causare in alcuni pazienti spiacevoli effetti collaterali, come nausea, mal di testa e secchezza delle fauci, mentre in altri pazienti non è stato osservato alcun miglioramento, neanche a dosaggi relativamente elevati. Può anche interferire con i contraccettivi orali, riducendone potenzialmente l'efficacia, anche se i dati scientifici a supporto di questa affermazione sono deboli e si basano su dei casi poco documentati." Nuovi farmaci promotori della veglia che agiscono sul sistema istaminergico sono attualmente in fase di sviluppo (vedere la sezione Ricerca - Farmaci istaminergici).
L'atomoxetina e la reboxetina sono inibitori della ricaptazione della noradrenalina, che incrementano la veglia (generalmente in maniera meno marcata rispetto ai farmaci dopaminergici) e che si sostiene "possano entrare di diritto nell'arsenale terapeutico contro la narcolessia e l'ipersonnia, nonostante ciò non sia ancora stato documentato da studi clinici."
La ritanserina è un antagonista della serotonina che "ha dimostrato di migliorare la veglia e la qualità del sonno soggettiva nei pazienti che già assumevano i loro farmaci per la narcolessia." È intesa come un'aggiunta (a supplemento di un altro farmaco principale) ed è disponibile in Europa, ma non negli Stati Uniti.
Anche se gli antidepressivi in generale non si sono dimostrati utili nel trattamento dell'ipersonnia idiopatica, il bupropione presenta anche proprietà di promozione della veglia. "È un inibitore aspecifico e con effetto moderato della ricaptazione delle monoammine, quindi ha anche un effetto inibitorio sulla ricaptazione della dopamina."

### Ossibato di sodio
L'ossibato di sodio (anche chiamato sodio ossibato o sodio oxibato) è un farmaco orfano che era stato progettato specificamente per il trattamento della narcolessia. Ha dimostrato di promuovere il sonno profondo e di migliorare la sonnolenza diurna (così come la cataplessia) nei pazienti con narcolessia; comunque "i suoi effetti sugli ipersonni idiopatici non sono descritti in maniera univoca." Effetti collaterali comuni includono nausea, capogiri e allucinazioni.

### Terapie comportamentali
In aggiunta ai farmaci, "gli approcci comportamentali e le tecniche di igiene del sonno sono raccomandate, sebbene nel complesso abbiano solo un piccolo impatto positivo." "Pianificare dei sonnellini diurni non è d'aiuto, in quanto essi sono generalmente lunghi e poco ristoratori." Sebbene gli approcci comportamentali non si siano rivelati efficaci nel mitigare l'ESD, l'obiettivo (come nella psicoterapia cognitivo-comportamentale) è quello di aiutare il paziente a ridurre le proprie risposte emozionali negative (come frustrazione, rabbia, depressione) nei confronti dei sintomi della propria malattia. Inoltre, "poiché l'ipersonnia idiopatica potrebbe portare al fallimento di un matrimonio, deve far parte del piano terapeutico complessivo anche l'educazione minuziosa della/del partner del paziente, informandola/o sulla sintomatologia e sulle opzioni terapeutiche. L'educazione di parenti, amici e colleghi aiuta il paziente a convivere meglio con questa malattia incurabile."

## Prognosi
L'ipersonnia idiopatica è una malattia che permane per tutta la vita, anche se esistono rari casi di remissione spontanea. I sintomi iniziano tipicamente durante l'adolescenza o nei primi anni dell'età adulta. È inizialmente progressiva ma tende a stabilizzarsi, e ha un impatto negativo sul piano sociale e professionale.
Questa condizione colpisce profondamente l'attività lavorativa, l'attività scolastica e la qualità della vita: un recente studio (ARISE, 2023), ne dà ulteriore conferma. I pazienti sono spesso troppo assonnati per lavorare o presentarsi regolarmente alle lezioni, e sono predisposti "a sviluppare serie riduzioni delle prestazioni in ogni campo, così come a soccombere in incidenti mortali domestici, lavorativi e stradali." Inoltre questi rischi sono maggiori nell'ipersonnia idiopatica rispetto alla sindrome delle apnee ostruttive nel sonno e all'insonnia severa. Infatti, "i casi più gravi di sonnolenza diurna riguardano pazienti affetti da narcolessia o ipersonnia idiopatica." Quest'ultima è disabilitante quanto la narcolessia, se non di più; sorprendentemente l'eccessiva sonnolenza diurna è anche più disabilitante delle crisi cataplettiche dei narcolettici.
A causa delle conseguenze della loro profonda sonnolenza diurna sia gli ipersonni idiopatici che i narcolettici in molti casi possono rimanere senza lavoro. Parecchi studi hanno mostrato un alto grado di disoccupazione nei narcolettici (tra il 30% e il 59% negli Stati Uniti), ciò sembra sia dovuto ai gravi sintomi della loro malattia.

## Società e cultura
L'ipersonnia idiopatica è vista come una rarità e il grado di consapevolezza nell'opinione pubblica è molto basso.
A causa di questa bassa consapevolezza i pazienti che ne sono affetti "necessiterebbero di un supporto significativo, poiché sono ad alto rischio di essere equivocati come incompetenti o indolenti. Perciò l'educazione di parenti, amici e colleghi li aiuta a convivere molto meglio con il loro incurabile disturbo."

## Ricerca

### Farmaci istaminergici
"Basandosi sulla funzione che ha l'istamina nel mantenimento della veglia (da cui deriva il comune effetto collaterale degli antistaminici, la sonnolenza), sono in progettazione per il trattamento dell'eccessiva sonnolenza dei farmaci che agiscono sul sistema istaminergico." Rimane da vedere se questi antagonisti del recettore H3 dell'istamina (sostanze come il pitolisant) possano essere utili nel trattamento dell'ipersonnia idiopatica.

### Farmaci GABAergici
Dato il possibile ruolo di un'iperattività dei recettori GABAA nell'ipersonnia idiopatica, sono in fase di studio delle sostanze che possano contrastare questo fenomeno. La claritromicina e il flumazenil sono sotto sperimentazione clinica.
Flumazenil
Il flumazenil è l'unico antagonista dei recettori GABAA presente sul mercato e allo stato attuale è prodotto esclusivamente per una somministrazione endovenosa. È approvato in Italia per "l'inversione dell'effetto sedativo centrale delle benzodiazepine e può quindi essere impiegato anche per la cessazione degli effetti ipnosedativi dell'anestesia generale" ottenuti tramite tali farmaci. Comunque, date le sue proprietà farmacologiche, i ricercatori lo considerano un farmaco promettente per il trattamento dell'ipersonnia idiopatica. I risultati di una piccola sperimentazione clinica randomizzata in doppio cieco sono stati pubblicati nel novembre 2012. Questa ricerca mostra che il flumazenil è efficace nella maggior parte dei pazienti il cui liquido cerebrospinale contenga la sostanza che potenzia la funzione dei recettori GABAA e che li rende quindi più suscettibili all'effetto sedativo dell'acido acido γ-amminobutirrico. In un paziente la somministrazione giornaliera di flumazenil in forma di pastiglie sublinguali e creme per uso topico si è dimostrata efficace per parecchi anni. Anche in un altro caso del 2014 è stato riportato un miglioramento dei sintomi dopo un trattamento con infusione sottocutanea continua del farmaco. Si pensava inizialmente che le scorte di flumazenil fossero troppo poche per soddisfare la potenziale domanda che si sarebbe creata con il trattamento dell'ipersonnia idiopatica, ma ora la sua disponibilità è aumentata e dozzine di pazienti vengono già trattati off-label con tale farmaco.
Claritromicina
In un test in vitro la claritromicina (un antibiotico approvato dall'FDA per il trattamento delle infezioni) ha dimostrato di normalizzare il sistema GABAergico dei pazienti con ipersonnia idiopatica. I ricercatori, perciò, hanno somministrato off-label questo antibiotico a qualche paziente e nella maggior parte dei casi si è osservato un miglioramento dei sintomi. Per meglio stabilire se la claritromicina possa essere veramente di beneficio in questa malattia, nel 2012 è stata fatta una piccola sperimentazione clinica randomizzata in doppio cieco. "In questo studio pilota, la claritromicina migliorava la sonnolenza soggettiva nell'ipersonnia GABAergica. Si raccomandano sperimentazioni più ampie e di più lunga durata." Nel 2013 uno studio retrospettivo ha valutato la somministrazione a lungo termine della sostanza nei pazienti con questo tipo di ipersonnia idiopatica. "È importante notare che l'effetto positivo della claritromicina è dovuto a un suo effetto secondario come antagonista del recettore GABAA e non al suo effetto antibiotico, perciò il farmaco mantiene la sua efficacia solo durante il periodo di assunzione."

### Agonisti dell'ipocretina-oressina
Il neurotrasmettitore Ipocretina-1/Oressina A ha dimostrato di promuovere fortemente la veglia nei modelli animali, ma sfortunatamente non oltrepassa la barriera emato-encefalica. Perciò, le case farmaceutiche si stanno concentrando sullo sviluppo degli antagonisti dei recettori ipocretinici/oressinici (come almorexant e suvorexant), utili per il trattamento dell'insonnia. Ma è probabile che un agonista di questi recettori, in futuro, possa essere individuato e sviluppato per il trattamento dell'ipersonnia.

### Levotiroxina
Qualche studio ha suggerito che la levotiroxina possa essere utile nel trattamento, specialmente nei pazienti con ipotiroidismo subclinico. Questo trattamento comporta dei potenziali rischi (specialmente nei pazienti senza ipotiroidismo conclamato o subclinico), tra i quali aritmia cardiaca.

### Melatonina
Secondo alcuni studi la melatonina potrebbe essere utile nel trattamento della malattia. Un piccolo studio, nel quale venivano somministratati 2 mg di melatonina a lento rilascio prima di andare a dormire, ha mostrato "un accorciamento della durata del sonno, una diminuzione dell'ebbrezza da sonno e una sonnolenza diurna meno intensa."

### L-carnitina
Livelli inusualmente bassi di acetil-L-carnitina sono stati osservati nei pazienti con narcolessia. Negli studi sui roditori questi bassi livelli sono stati associati più in generale con l'ipersonnia primaria. "I topi con una carenza sistemica di carnitina mostrano con più alta frequenza uno stato di veglia frammentato, un sonno REM spezzettato e una ridotta attività locomotoria." La somministrazione di acetil-L-carnitina ha dimostrato di migliorare i sintomi di questi roditori. Una successiva sperimentazione clinica umana ha dimostrato che i narcolettici ai quali veniva somministrata L-carnitina avevano una propensione minore all'addormentamento diurno rispetto ai pazienti a cui veniva somministrato il placebo.